# Sabzevar (Verwaltungsbezirk)
Sabzevar (persisch شهرستان سبزوار) ist ein Schahrestan in der Provinz Razavi-Chorasan im Iran. Er enthält die Stadt Sabzevar, welche die Hauptstadt des Verwaltungsbezirks ist.

## Demografie
Bei der Volkszählung 2016 betrug die Einwohnerzahl des Schahrestan 306.310. Die Alphabetisierung lag bei 87 Prozent der Bevölkerung. Knapp 82 Prozent der Bevölkerung lebten in urbanen Regionen.
| Zensusjahr | Einwohnerzahl |
| ---------- | ------------- |
| 2011       | 298.584       |
| 2016       | 306.310       |